# NGC 2315
NGC 2315 (również PGC 20045 lub UGC 3633) – galaktyka spiralna (S0-a), znajdująca się w gwiazdozbiorze Rysia. Odkrył ją John Herschel 16 lutego 1831 roku.
W galaktyce tej zaobserwowano supernową SN 2011ay.